# Macanisio di Connor
Macanisio o Mac Nisse (V secolo – 514 circa) è stato il fondatore e il primo vescovo della sede episcopale di Connor. Il suo culto come santo è stato confermato da papa Leone XIII nel 1902.

## Biografia
Il suo nome (Mac Nisse) deriva da quello di sua madre Cnes, di origine pitta. Fu discepolo di san Patrizio: secondo la tradizione, sarebbe stato battezzato dallo stesso Patrizio e sarebbe da identificare con il ragazzo che, secondo la Vita tripartita, portava i libri di Patrizio e leggeva i salmi a Dalriada.
Fondò la Chiesa di Connor e ne fu il primo vescovo.

## Culto
Papa Leone XIII, con decreto del 19 giugno 1902, ne confermò il culto con il titolo di santo.
Il suo elogio si legge nel martirologio romano al 3 settembre.